# Alexander von Falkenhausen
Il Barone Ernst Alexander Alfred Herrmann Freiherr von Falkenhausen (Neisse, 29 ottobre 1878 – Nassau, 31 luglio 1966) è stato un generale tedesco.

## Biografia

### La formazione
Apparteneva ad una famiglia aristocratica slesiana molto facoltosa, di tradizioni militari.  Il giovane von Falkenhausen, come molti aristocratici junker prussiani della sua età, fu educato in una scuola militare, e poi nell'accademia militare di Wahlstatt, dalla quale uscì sottotenente di fanteria.
Von Falkenhausen servì nello stesso reggimento di fanteria in cui Paul von Hindenburg era allora colonnello, e fu promosso presto leutenant, vale a dire tenente, per servire sotto von Waldersee durante la repressione della ribellione dei Boxer in Cina. Tornato in Germania fu promosso hauptmann, cioè capitano, e posto come insegnante ai giovani cadetti dell'accademia militare di Schwerin, per poi essere assegnato al ruolo di rappresentante militare della Germania in Giappone, con il ruolo di attaché militare a Tokyo.

### La prima guerra mondiale
Durante la prima guerra mondiale fu promosso colonnello e combatté prima sul fronte occidentale,  poi fece parte della missione militare tedesca guidata dai generali Kress von Kressenstein e von der Goltz in Palestina e in Caucaso per addestrare le inesperte e retrograde truppe turche ai rudimenti della nuova tattica militare europea promossa da von Moltke, von Roon e Otto von Bismarck, la triade dell'imperialismo tedesco. Fu proprio in Palestina che von Falkenhausen ricevette per il suo medagliere una nuova onorificenza, la più alta di quelle tedesche, la Pour le Mérite, mentre già era stato insignito dell'Ordine di Hohenzollern e dell'Ordine di Bertoldo I.

### L'adesione al nazismo
Al termine della prima guerra mondiale, von Falkenhausen ricevette importanti incarichi nella Reichswehr, come commissario militare sulla flotta (molto ridotta) dell'ammiraglio Herrmann Ehrhardt nel Mare del Nord e poi fu comandante militare di Dresda. Legatosi alla corrente dell'estrema destra junker della Sassonia impersonata dall'industriale barone Gustav Krupp von Bohlen und Halbach, fu deputato per il Partito Popolare Nazionale Tedesco e fu allora che venne promosso da Hindenburg tenente generale.
Von Falkenhausen fece parte di quel gruppo di generali e politici tedeschi che videro il nazionalsocialismo come un ritorno alla monarchia degli Hohenzollern oppure come un semplice movimento anticomunista, cosicché l'aristocratico ufficiale votò a favore di Hitler alle elezioni; fu dunque mandato come rappresentante militare tedesco in Cina, ma presto entrò in conflitto con il ministro degli esteri Joachim von Ribbentrop e con lo stesso Hitler, che lo espulsero dal partito, con grandi felicitazioni di von Falkenhausen stesso, che si era visto deluso nelle sue aspettative di ritorno monarchico, ma soprattutto era contrario all'idea del NSDAP di rendere l'esercito dipendente direttamente dal partito, idea poi attuata durante lo scandalo Fritsch-Blomberg; inoltre, Von Falkenhausen era sempre stato un acuto nemico delle SS, delle quali disapprovava la brutalità dimostrata dall'omicidio politico dei generali von Schleicher e von Bredow, pur avendo tra le SS un suo amico, Udo von Woyrsch.

### Governatore del Belgio e del Lussemburgo
Durante la guerra si legò ad un amico di von Tresckow, Franz Halder, che da tempo cospirava contro lo NSDAP, venendo così a conoscenza della cospirazione antinazista ordita dall'Abwehr. Nonostante ciò, accettò dal governo la carica di governatore militare di Belgio e Lussemburgo; durante la sua amministrazione vennero pubblicati 17 decreti contro la popolazione ebraica del Belgio, fino a culminare con la deportazione di 28 900 ebrei nel giugno del 1942.

### La cospirazione del 20 luglio
Von Falkenhausen si schierò con von Stauffenberg tra quel gruppo di politici che attentarono alla vita di Hitler, traendo fra questi anche l'amico generale von Stulpnagel. A causa dell'insuccesso dell'attentato del 20 luglio 1944, von Falkenhausen fu destituito dalla sua carica di governatore, arrestato e internato con la famiglia nel campo di concentramento di Buchenwald insieme a Winchard von Alvensleben, ex leader delle SS, monarchico, che quando si rese conto delle deportazioni indiscriminate di slavi ed ebrei entrò a far parte della cospirazione di Stauffenberg, venendo in seguito internato in Tirolo e fatto ostaggio delle SS in Alto Adige; venne liberato dalle truppe americane il 4 maggio 1945 presso il lago di Braies in Alto Adige.

### Dopo la guerra
Fu uno dei principali accusatori delle SS al processo di Norimberga.
Per la sua attività in Belgio, dove aveva perseguitato i patrioti con sistemi terroristici, Falkenhausen fu imprigionato, sottoposto a processo e condannato a 12 anni di lavori forzati. Dopo aver scontato quattro anni di prigione, fu liberato nel 1951.
Nel processo testimoniò in suo favore Qian Xiuling, scienziata cinese con cittadinanza belga, in quanto egli era intervenuto due volte sotto sua richiesta al fine di impedire l'esecuzione di cittadini belgi accusati di resistenza contro i tedeschi. Falkenhausen era infatti un buon amico del tenente generale Qian Zhuolun, cugino maggiore di Xiuling, conosciuto durante il suo soggiorno in Cina. Accettò, quindi, di liberare i prigionieri, sebbene sapesse che stesse disobbedendo ad un ordine e fu per questo convocato a Berlino per spiegare la sua insubordinazione.